# Richard W. Barton
Richard Walker Barton (* 1800 bei Winchester, Virginia; † 15. März 1859 ebenda) war ein US-amerikanischer Politiker. Zwischen 1841 und 1843 vertrat er den Bundesstaat Virginia im US-Repräsentantenhaus.

## Werdegang
Richard Barton genoss eine gute Grundschulausbildung. Nach einem anschließenden Jurastudium und seiner Zulassung als Rechtsanwalt begann er in Winchester in diesem Beruf zu arbeiten. Gleichzeitig schlug er eine politische Laufbahn ein. Zwischen 1823 und 1839 saß er mehrfach im Abgeordnetenhaus von Virginia. Er wurde Mitglied der in den 1830er Jahren gegründeten Whig Party. Bei den Kongresswahlen des Jahres 1840 wurde Barton im 15. Wahlbezirk von Virginia in das US-Repräsentantenhaus in Washington, D.C. gewählt, wo er am 4. März 1841 die Nachfolge von William Lucas antrat. Da er im Jahr 1842 nicht wiedergewählt wurde, konnte er bis zum 3. März 1843 nur eine Legislaturperiode im Kongress absolvieren. Diese Zeit war von den Spannungen zwischen Präsident John Tyler und den Whigs geprägt. Außerdem wurde über eine Annexion der seit 1836 von Mexiko unabhängigen Republik Texas diskutiert.
Nach dem Ende seiner Zeit im US-Repräsentantenhaus praktizierte Richard Barton wieder als Anwalt in Winchester. Er war Sklavenhalter.
Er starb am 15. März 1859 auf seinem Gut Springdale nahe Winchester, wo er auch beigesetzt wurde.